# Brændekilde Sogn

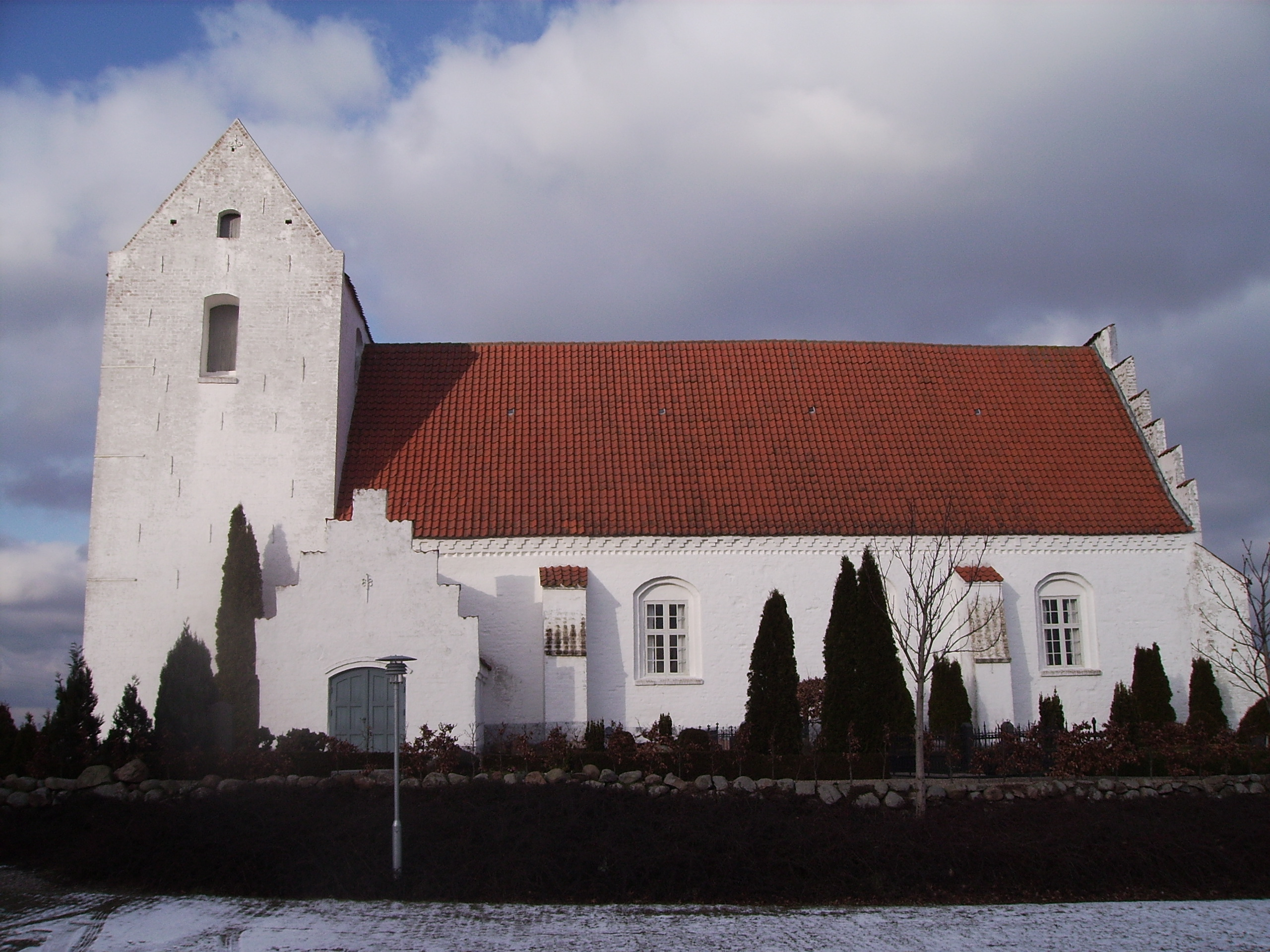
Brændekilde Kirke

Brændekilde Sogn ist eine Kirchspielsgemeinde (dän.: Sogn) auf der Insel Fyn (dt.: Fünen) im südlichen Dänemark. Bis 1970 gehörte sie zur Harde Odense Herred im damaligen Odense Amt, danach zur Odense Kommune im Fyns Amt, die im Zuge der  Kommunalreform zum 1. Januar 2007 Teil der Region Syddanmark geworden ist.
Im Kirchspiel leben 591 Einwohner, davon 306 im Kirchdorf (Stand: 1. Januar 2023). Im Kirchspiel liegt die Kirche „Brændekilde Kirke“.
Nachbargemeinden sind im Norden Ubberud Sogn und im Osten Bellinge Sogn, ferner in der westlich benachbarten Assens Komunne Brylle Sogn und Broholm Sogn.